# Rhizobium leguminosarum
Espèce
Rhizobium leguminosarum est une espèce de bactéries à Gram négatif de la famille des Rhizobiaceae.

## Description
Cette bactérie est caractérisée par une paroi de type Gram- et une forme en bâtonnet. Elle possède un mode de vie symbiote en se développant sur la rhizosphère des plantes légumineuses. 
Cette symbiose à bénéfice réciproque va permettre aux bactéries de bénéficier d’un micro-habitat exceptionnellement favorable. En contre partie, la bactérie n'assure pas uniquement la nutrition carbonée de la plante légumineuse mais lui donne aussi la capacité unique de fixer l'azote atmosphérique (N2). La fixation de l'azote stimule la croissance de la plante d'où la bactérie est dite phytostimulatrice.

## Systématique
Le nom correct complet (avec auteur) de ce taxon est Rhizobium leguminosarum (Frank, 1879) Frank, 1889,.
Rhizobium leguminosarum a pour synonymes :
- Rhizobium indigoferae Wei et al., 2002
- Rhizobium trifolii Dangeard, 1926
- Schinzia leguminosarum Frank, 1879

### Publication originale
- (de) B. Frank, « Über die Pilzsymbiose der Leguminosen », Berichte der Deutschen Botanischen Gesellschaft, Berlin, vol. 7,‎ 15 octobre 1889, p. 332-346 (ISSN 0365-9631, lire en ligne, consulté le 3 décembre 2024).